# Said Khalili
Said Karimula Khalili (en russe : Саид Каримулла Халили), né le 2 septembre 1998 à Serguiev Possad, est un biathlète russe. Il obtient son premier podium en Coupe du monde en prenant la troisième place de l'Individuelle d'Anterselva le 20 janvier 2022. 

## Biographie

### Enfance et débuts dans le biathlon
Son père originaire d'Afghanistan émigre en Russie en 1993 dans le cadre d'un programme spécial pour étudiants et devient ingénieur, sa mère russe étant professeur de Français. La famille maternelle de Said Khalili, fan de biathlon, lui fait assister à des tournois quand il est enfant. En 2010, il assiste à la Coupe du monde à Kontiolahti en Finlande. Le jeune homme est fasciné par les prestations du Norvégien Ole Einar Bjørndalen, ce qui le décide à se consacrer à ce sport.
En 2016, Khalili dispute sa première compétition internationale lors des Jeux olympiques de la jeunesse organisés à Lillehammer en Norvège, réussissant à remporter la médaille de bronze de la poursuite. Il participe en 2017 aux Championnats du monde de la jeunesse à Brezno-Osrblie en Slovaquie, où il remporte la médaille d'argent sur l'individuel et le relais. Un an plus tard, il glane la médaille de bronze sur l'individuel et remporte la médaille d'or lors des Championnats du monde juniors à Otepää en Estonnie. Il est également champion d'Europe junior à Pokljuka ce même hiver dans l'individuel et vice-champion au sprint. De nouveau faisant partie de la sélection russe pour les championnats du monde juniors en 2019, Khalili prend la médaille d'argent sur le sprint et remporte le titre mondial du relais.

### Premiers pas dans l'élite
Khalili fait ses débuts dans la Coupe du monde en janvier 2020 à Oberhof en Allemagne, prenant la 61e place du sprint et la quatrième place lors du relais. Il participe aux Championnats du monde juniors à Lenzerheide en Suisse, où il glane la médaille d'argent de la poursuite, puis remporte le titre mondial du relais. Khalili marque ses premiers points en Coupe du monde en prenant la 25e place lors de la poursuite de Kontiolahti. Aux Championnats d'Europe à Minsk, il permet aux Russes grâce à un relais performant de gagner la médaille d'argent sur le relais mixte.
Aux Championnats d'Europe 2021 se déroulant à Duszniki-Zdrój en Pologne, Khalili effectue un 20/20 au tir sur l'individuel et termine au pied du podium (4e). Il réalise un nouveau sans faute sur le sprint et s'adjuge cette fois la médaille d'argent derrière le Suisse Martin Jäger. Moins performant au tir durant la poursuite (trois erreurs), il ne prend que la 16e place. Cependant ses bons résultats sur l'ensemble de la compétition lui offrent une occasion de sélection pour les Championnats du monde. Khalili fait ainsi partie de l'équipe russe qui se rend sous une bannière neutre aux Championnats du monde 2021 à Pokljuka,. Il entame la compétition par une 64e place au sprint avec deux fautes au tir. Il réalise ensuite une performance remarquée en prenant la sixième place sur l'individuel grâce à un 20/20 au tir, un résultat qui lui permet de se qualifier pour la mass start. Avec ses compatriotes Eliseev, Loginov et Latypov, il glane la médaille de bronze du relais, derrière la Norvège et la Suède, soit son premier podium dans l'élite. Khalili conclut ses premiers mondiaux par une 20e place sur la mass-start avec un 17/20 au tir. À l'issue de cette première saison réussie au plus haut niveau pour Khalili, l'union russe de biathlon, insatisfaite des résultats d'ensemble de l'équipe, impose désormais à tous les biathlètes de l'équipe nationale de ne plus s'entraîner à part avec un coach personnel. Khalili intègre donc le groupe entraîné par Yuri Kaminsky, en compagnie entre autres de Latypov et Eliseev.
Khalili fait partie de la sélection russe afin d'entamer la saison de coupe du monde 2021-2022. Son état de forme n'est pas satisfaisant lors des premières épreuves individuelles, mais il réussit tout de même à obtenir des résultats intéressants grâce à un excellent tir, faisant partie des 5 meilleurs dans ce domaine après quatre semaines de compétition, avec un taux de réussite de 90 %. Il participe à la troisième place de son équipe lors du premier relais de la saison à Östersund en Suède en compagnie de ses équipiers Daniil Serokhvostov, Alexander Loginov et Eduard Latypov. Toujours positionné en premier relayeur, il participe à la victoire de son équipe lors du relais à Ruhpolding en Allemagne, accompagné de Serokhvostov, Loginov et Maksim Tsvetkov. Lors de l'épreuve se déroulant à Antholz-Anterselva, le Russe prend la troisième place de l'individuel avec un 19/20 au tir, montant sur son premier podium en carrière.
Khalili fait partie des dix biathlètes (cinq hommes et cinq femmes) sélectionnés afin par le Comité olympique russe de participer aux Jeux olympiques 2022 à Pékin en Chine. Il prend la 34e place de l'individuel. Lors du relais masculin, il monte sur son premier podium olympique de sa carrière, en glanant la médaille de bronze en compagnie de Loginov, Tsvetkov et Latypov.
Le 26 février 2022, à la suite de l'invasion militaire de l'Ukraine par la Russie, les biathlètes russes ne sont pas autorisés par les autorités estoniennes à se rendre à l'étape de coupe du monde à Otepää. Dans la même journée, l'IBU décide que les biathlètes russes participeront aux épreuves restantes sous bannière neutre, ce qui provoque une réaction de la fédération russe qui retire l'ensemble de ces athlètes pour la fin de saison de coupe du monde.
En 2024, les biathlètes russes étant toujours interdits de compétitions internationales, un évènement (les Spartakiades) est organisé à Zlatooust au même moment que les championnats du monde de Nové Město. Khalili prend la deuxième place sur la poursuite.

## Palmarès

### Jeux olympiques
| Édition / Épreuve | Individuel | Sprint | Poursuite | Mass start | Relais                              | Relais mixte |
| ----------------- | ---------- | ------ | --------- | ---------- | ----------------------------------- | ------------ |
| Pékin 2022        | 34e        | —      | —         | —          | Médaille de bronze, Jeux olympiques | —            |

Légende :
- : première place, médaille d'or
- : deuxième place, médaille d'argent
- : troisième place, médaille de bronze
- — : non disputée par Khalili

### Championnats du monde
| Édition / Épreuve | Individuel | Sprint | Poursuite | Mass start | Relais                    | Relais mixte | Relais mixte simple |
| ----------------- | ---------- | ------ | --------- | ---------- | ------------------------- | ------------ | ------------------- |
| Pokljuka 2021     | 6e         | 64e    | —         | 20e        | Médaille de bronze, monde | —            | —                   |

Légende :
- : première place, médaille d'or
- : deuxième place, médaille d'argent
- : troisième place, médaille de bronze
- — : non disputée par Khalili

### Coupe du monde
- Meilleur classement général : 30e en 2022.
- 6 podiums :
- 1 podium individuel : 1 troisième place.
- 5 podiums en relais : 1 victoire, 1 deuxième place et 3 troisièmes places.

Dernière mise à jour le 15 février 2022

#### Classements en Coupe du monde
| Saison    | Individuel | Individuel | Sprint | Sprint   | Poursuite | Poursuite | Mass start | Mass start | Général | Général  |
| Saison    | Points     | Position   | Points | Position | Points    | Position  | Points     | Position   | Points  | Position |
| --------- | ---------- | ---------- | ------ | -------- | --------- | --------- | ---------- | ---------- | ------- | -------- |
| 2019-2020 |            |            | -      | nc       | 16        | 54e       |            |            | 16      | 77e      |
| 2020-2021 | 38         | 31e        | 28     | 57e      | 24        | 52e       | 21         | 37e        | 111     | 46e      |
| 2021-2022 | 62         | 6e         | 60     | 42e      | 88        | 28e       | 12         | 41e        | 222     | 30e      |

### Championnats d'Europe
| Édition / Épreuve   | Individuel                       | Super Sprint                     | Sprint                    | Poursuite | Relais mixte              | Relais mixte simple |
| ------------------- | -------------------------------- | -------------------------------- | ------------------------- | --------- | ------------------------- | ------------------- |
| Minsk 2020          | Épreuve inexistante à cette date | 7e                               | 8e                        | 6e        | Médaille d'argent, Europe | —                   |
| Duszniki-Zdrój 2021 | 4e                               | Épreuve inexistante à cette date | Médaille d'argent, Europe | 16e       | —                         | —                   |

Légende :
- : première place, médaille d'or
- : deuxième place, médaille d'argent
- : troisième place, médaille de bronze
- — : non disputée par Khalili
- : pas d'épreuve

### IBU Cup
- Meilleur classement général : 12e en 2020.
- 4 podiums :
  - 2 podiums individuels : 2 deuxièmes places.
  - 2 podiums en relais : 1 victoire et 1 deuxième place.

### Championnats du monde juniors et de la jeunesse
| Édition / Épreuve   | Individuel                | Sprint                   | Poursuite                | Relais                   |
| ------------------- | ------------------------- | ------------------------ | ------------------------ | ------------------------ |
| Brezno-Osrblie 2017 | Médaille d'argent, monde  | 13e                      | 4e                       | Médaille d'argent, monde |
| Otepää 2018         | Médaille de bronze, monde | 27e                      | 6e                       | Médaille d'or, monde     |
| Brezno-Osrblie 2019 | 34e                       | Médaille d'argent, monde | 4e                       | Médaille d'or, monde     |
| Lenzerheide 2020    | 33e                       | 5e                       | Médaille d'argent, monde | Médaille d'or, monde     |

Légende :
- participation aux Ch. du monde de la jeunesse

- : première place, médaille d'or
- : deuxième place, médaille d'argent
- : troisième place, médaille de bronze
- — : non disputée par Khalili

### Championnats d'Europe junior
- Médaille d'or de l'individuel en 2018
- Médaille d'argent du sprint en 2018.
- Médaille d'or du relais mixte en 2019.